# 岳阳市第二中学
岳阳市第二中学是湖南省岳阳市公办初级中学，前身为创办于岳州文庙的巴陵公学堂，曾更名为巴陵县立中学、岳阳县立中学、岳阳县立初级中学、岳阳县第二中学、岳阳县城北中学等。现位于湖南省岳阳市岳阳楼区翰林街83号。

## 概况
清光绪三十三年（1907年），顺“废科举，兴新学”的历史大潮，邑人方厚卿、方解吾、李松舟等有识之士将巴陵县城棚厂街考棚改为校舍，巴陵公学堂应运而生。方解吾担任该学堂的首任校长。学堂初创，仅有1个中学班。1917年，军阀混战，军队驻扎校内，学校毁于战乱，被迫停办3年。1941年，因抗日战争战事频繁，为让学生继续学业，全校师生辗转迁移于渭洞、大王洞、牌沙、段塘付等地。1949年8月，岳阳解放，县人民政府成立后即接管了学校，校名为“岳阳县立初级中学”，校址定在了大湖大江之畔的城陵矶，中共地下党员封玄武，担任校长。1950年，学校迁入岳阳城区提暑街；次年春，复由提暑街迁至学道岭文庙山。

## 文化
- 校训：修身自立，报国为民
- 校风：
- 教风：爱岗敬业、爱校如家、爱生如子
- 学风：

## 历任校长
（1949年以后）
- 封玄武
- 夏远声
- 周庆宜
- 张石顽
- 陈振萱
- 张楚南
- 龚亚西
- 张鼎坤
- 陈国用
- 章安民
- 姚慰生
- 谢丛柏
- 张东海
- 朱祖雄

## 著名毕业生
- 曹瑛：原全国人大常委会副委员长
- 刘庆选：原湖南省政府副秘书长
- 黄甲喜：原岳阳市市长
- 彭庆海：原海南省工业厅厅长
- 刘力群：原岳阳市副市长
- 郭正初：原岳阳市副市长
- 李渔村：作家
- 孙祈祥：北京大学经济学院副院长、教授
- 吴锦毅：湖南师范大学教授
- 彭时代：湖南理工学院院长、教授，
- 郑少华：力维集团董事长
- 李航：北京航天数控系统有限公司总经理
- 李拉亚
- 金大勇
- 魏远